# 4 in the morning
«4 in the Morning» (en español: «4 de la mañana») es una canción pop escrita por Gwen Stefani y Tony Kanal para el segundo álbum de estudio de Gwen: The Sweet Escape (2006). Lanzado como el tercer sencillo en 2007, lo cual fue anunciado en una entrevista en radio con Ryan Seacrest. Es una balada inspirada en los 80 que Stefani empezó a escribir mientras se encontraba embarazada y terminó con su compañero de No Doubt Tony Kanal. Stefani considera "4 in the Morning" una de sus canciones favoritas del álbum.

## Vídeo
El vídeo musical para 4 in the Morning fue dirigido por Sophie Muller. En él, muestra a Gwen Stefani en una cama mientras comienza a cantar hacia la cámara. Vestida con una playera de L.A.M.B., con un peinado rubio clásico y unos delgadas medias, Stefani camina por la habitación preguntando a su pareja, que en realidad no existe dentro del vídeo. la letra menciona 'darlo todo' en una relación y ella manda este mensaje a los espectadores, como si fueran estos su pareja. En la mitad del video, Gwen sale en una bañera cantando hacia la cámara. Después de la escena en el departamento, ella se va de la casa, mientras se queda sollozando en la parte de atrás del coche.

## Críticas
"4 in the Morning" fue generalmente bien recibido por críticos contemporáneos. Stephen Thomas Erlewine de Allmusic la llamó "chida y sensual", y PopMatters se refirió a la canción como una de las "pocas composiciones reales" del álbum. NME la catalogó como "un gran arranca-lágrimas", argumentando que "se siente como una canción de la Gwen adolescente, escuchando a Talk Talk, soñando que algún día podría cantar." Pitchfork Media, de todas formas, desaprobó el tema, diciendo que destruyó "el camino que Stefani creó con la impecable 'Cool'."

## Tracks y formatos
- CD de UK/USA/Australia

1. «4 in the Morning» (Original)
2. «4 in the Morning» (Radio)
3. «4 in the Morning» (Video)

- CD de Europa

1. «4 in the Morning» (Radio)
2. «Wind It Up» (Versión Harajuku Lovers Tour)
3. «4 in the Morning» (Video)

### Remixes y otras versiones
1. Versión del álbum – 4:51
2. Radio Edit – 4:01
3. Video Versión – 4:24
4. Jacques Lu Cont Thin White Duke Mix – 7:01
5. Jacques Lu Cont Thin White Duke Dub – 7:29
6. Jacques Lu Cont Thin White Duke Edit – 4:55
7. Oscar the Punk Remix – 5:41

## Posicionamiento en listas
| Lista (2007)                           | Mejor posición |
| -------------------------------------- | -------------- |
| Ukraine Airplay Chart                  | 1              |
| Panama Airplay Chart                   | 1              |
| U.S. Billboard Hot Dance Club Play     | 2              |
| Russian Top 20                         | 4              |
| New Zealand RIANZ Singles Chart        | 5              |
| Philippine Top Hits                    | 5              |
| México Top 100                         | 7              |
| Canadian Hot 100                       | 7              |
| Australian ARIA Singles Chart          | 9              |
| Finland top 20                         | 10             |
| Ireland top 50                         | 12             |
| Costa Rica Top 40 Singles Chart        | 14             |
| Norway top 20                          | 14             |
| U.S. Billboard Top 40 Mainstream       | 16             |
| Italy Singles Chart                    | 17             |
| Austrian Singles Chart                 | 18             |
| U.S. Billboard Hot Adult Top 40 Tracks | 18             |
| German Singles Chart                   | 18             |
| Swiss top 100 singles                  | 18             |
| Dutch Top 40                           | 14             |
| World Dance Chart                      | 19             |
| French Singles Chart                   | 21             |
| UK Singles Chart                       | 22             |
| U.S. Billboard Pop 100                 | 30             |
| Belgium top 50                         | 50             |
| U.S. Billboard Hot 100                 | 54             |

| País (2007)                 | Listas anuales |
| --------------------------- | -------------- |
| Australia Physical Singles  | 51             |
| Europe 200 Singles & Tracks | 56             |
| Australia Singles Chart     | 79             |
| Switzerland Singles Chart   | 92             |

## Certificaciones
| País           | Organismo certificador | Certificación | Unidades certificadas / Ventas |
| -------------- | ---------------------- | ------------- | ------------------------------ |
| Australia      | ARIA                   | Platino       | 70 000                         |
| Estados Unidos | RIAA                   | Oro           | 500 000                        |
| Nueva Zelanda  | RIANZ                  | Oro           | 15 000                         |